# Принс-Чарльз (горы)
Принс-Чарльз (англ. Prince Charles Mountains) — горный массив в Восточной Антарктиде, на территории Земли Мак-Робертсона.
Горы Принс-Чарльз протягиваются почти на 400 км вдоль западного борта шельфового ледника Эймери от горы Старлайт на севере до нунатаков Гудспид на юге. Сложены преимущественно гнейсами и сланцами. В некоторых местах горы поднимаются над покровом льда до 500 м; на юге прослеживаются в виде отдельных ледниковых куполов.
Горы Принс-Чарльз были открыты с воздуха в 1946—1947 годах американской экспедицией; позже детально исследованы экспедициями США и СССР. Горы получили название в честь будущего короля Великобритании Чарльза.